# Pallacanestro Bernareggio 99
O Pallacanestro Bernareggio 99, conhecido também como Vaporart Bernareggio por motivos de patrocinadores, é um clube de basquetebol baseado em Bernareggio,Lombardia, Itália que atualmente disputa a Serie B. Manda seus jogos no PalaRed

## Histórico de Temporadas
| Temporada | Nível | Liga    | Pos. | J     | PL | Resultado        |
| --------- | ----- | ------- | ---- | ----- | -- | ---------------- |
| 2015-16   | 4     | C Gold  | 3º   | 21-9  |    |                  |
| 2016-17   | 4     | C Gold  | 1º   | 22-4  |    | Promovidocampeão |
| 2017-18   | 3     | Serie B | 10º  | 12-18 |    |                  |
| 2018-19   | 3     | Serie B | 9º   | 15-15 |    |                  |
| 2019-20   | 3     | Serie B |      |       |    |                  |

fonte:eurobasket.com